# Revolución indonesia

Los Estados Unidos de Indonesia, en diciembre de 1949. La República de Indonesia se muestra en rojo.

La revolución indonesia o guerra de independencia de Indonesia (en indonesio: Perang Kemerdekaan Indonesia o simplemente Revolusi Nasional Indonesia) fue un conflicto armado y lucha diplomática entre Indonesia y el Reino de los Países Bajos, así como una revolución social interna. Tuvo lugar entre la Declaración de Independencia de Indonesia, ocurrida el 17 de agosto del año 1945 y el reconocimiento neerlandés de la independencia de Indonesia el 27 de diciembre del año 1949. La revolución acabó con 145 años de administración colonial europea, Pero también modificó de manera muy significativa las castas raciales y redujo el poder político de muchos de los gobernantes locales, que eran denominados rajá, pero, y sin embargo, esto no mejoró la suerte económica o política de la mayoría de la población, aunque algunos indonesios pudieron desempeñar un mayor papel en el ámbito comercial.
Fue una de las mayores revoluciones del siglo XX, que duró más de cuatro años e implicó conflictos armados esporádicos, pero sangrientos, trastornos políticos y comunitarios en el interior de Indonesia y dos importantes intervenciones diplomáticas. Las fuerzas neerlandesas no fueron capaces de prevalecer sobre las indonesias, pero fueron lo suficientemente fuertes para resistir su expulsión. Si bien los neerlandeses pudieron controlar los pueblos y ciudades en bastiones republicanos en Java y Sumatra, no lograron dominar las aldeas ni el campo. Así, la República de Indonesia finalmente logró predominar tanto a través de la diplomacia internacional como mediante la determinación indonesia en los conflictos armados en Java y otras islas, de tal manera que agotaron a la economía neerlandesa.

## Antecedentes
El nacionalismo indonesio y los movimientos políticos que apoyaban la independencia absoluta del colonialismo neerlandés, tales como Budi Utomo, el Partido Nacional Indonesio (PNI), Sarekat Islam y el Partido Comunista de Indonesia (PKI), crecieron rápidamente durante la primera mitad del siglo XX. Budi Utomo, Sarekat Islam y otros tenían estrategias de cooperación al unirse al Volksraad (Consejo popular) iniciado por los neerlandeses, con la esperanza de que se concedería la autodeterminación a Indonesia. Otros grupos eligieron una estrategia no cooperativa, por la que demandaban la libertad de autogobierno de la colonia de las Indias Orientales Neerlandesas. Los personajes más notables de estos grupos eran Kusno Sosrodihardjo y Muhammad Hatta, dos estudiantes y líderes nacionales que se beneficiaron de las reformas educativas de la Política ética neerlandesa en Indonesia.
La ocupación japonesa de Indonesia de tres años y medio durante la Segunda Guerra Mundial fue un factor crucial en la posterior Revolución Nacional. Bajo la propia ocupación alemana, los Países Bajos tuvieron poca capacidad para defender su colonia contra el Ejército Imperial Japonés y, en solo tres meses de inicios los ataques, los japoneses lograron ocupar las Indias Orientales Neerlandesas. En Java y, en menor medida, en Sumatra, (dos de las islas dominantes de Indonesia), los japoneses propagaron y estimularon el sentimiento nacionalista. Si bien esta maniobra se debió a motivos políticos japoneses más que a un apoyo altruista de la independencia indonesia, el apoyo creó nuevas instituciones indonesias (incluyendo organizaciones locales vecinales) y lanzaron a líderes políticos como Sukarno. Tan significativa como la de la subsecuente Revolución, los japoneses destruyeron y reemplazaron buen parte de la infraestructura económica, administrativa y política creada por los neerlandeses.
Con los japoneses en vísperas de perder la guerra, los neerlandeses intentar volver a establecer su autonomía en Indonesia y pidieron al ejército japonés "preservar la ley y el orden" en Indonesia; sin embargo, los japoneses estaban a favor de ayudar a los nacionalistas indonesios a preparar su autogobierno. El 7 de septiembre de 1944, con la guerra yendo mal para los japoneses, el primer ministro de Japón Kuniaki Koiso prometió la independencia a Indonesia, aunque no fijó una fecha para ello. Para los adeptos de Sukarno, este anuncio fue visto como una reivindicación por su aparente colaboración con los japoneses.

## Independencia declarada
Bajo presión de los grupos juveniles radicales y politizados, Sukarno y Hatta proclamaron la independencia de Indonesia el 17 de agosto de 1945, dos días después de la rendición en el Pacífico por el Emperador de Japón. Al día siguiente, el Comité Nacional Central de Indonesia eligió a Sukarno como presidente y a Hatta como vicepresidente

## Contraofensiva aliada
Los neerlandeses acusaron a Sukarno y a Hatta de colaborar con los japoneses y denunciaron a la República como una creación del fascismo japonés. La administración de las Indias Orientales Neerlandesas acababa de recibir 10 millones de dólares como préstamo de Estados Unidos para financiar su retorno a Indonesia.

### Ocupación aliada

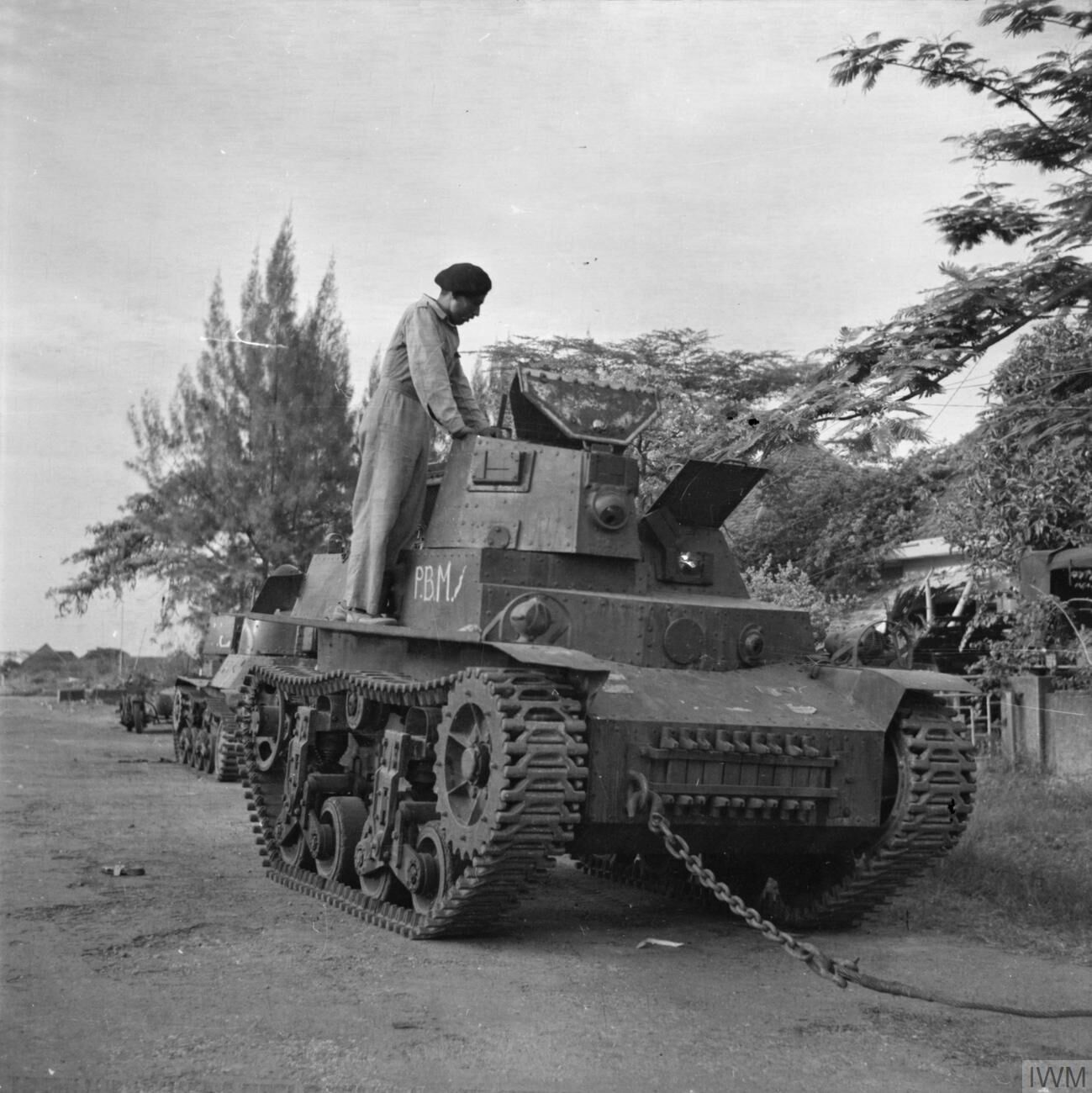
Un soldado del regimiento armado indio examina un tanque usado por nacionalistas indonesios, capturado por las fuerzas británicas durante la Batalla de Surabaya.

Los Países Bajos quedaron críticamente debilitados por la Segunda Guerra Mundial en Europa y no regresaron como una fuerza militar significativa hasta inicios de 1946. Los japoneses y miembros de las fuerzas armadas acordaron a regañadientes actuar como cuidadores. Como las fuerzas estadounidenses estaban concentradas en la ocupación de las islas japonesas, el archipiélago fue puesto bajo jurisdicción del almirante británico Louis Mountbatten, el comandante supremo aliado en el Sureste Asiático. Ya existían enclaves aliados en Kalimantan (Borneo indonesio), Morotai (Maluku) y partes de Irian Jaya; los administradores neerlandeses ya habían regresado a estas áreas. En las zonas marinas japonesas, la llegada de tropas aliadas impidió rápidamente las actividades revolucionarias, donde las tropas australianas, seguidas por tropas y administradores neerlandeses, tomaron la rendición japonesa (excepto para Bali y Lombok).
Los británicos estuvieron encargados de restaurar el orden y el gobierno civil en Java. Los neerlandeses entendieron que esto significaba la recuperación de la administración colonial previa a la guerra y continuaron reclamando soberanía sobre Indonesia; sin embargo, las tropas de la Mancomunidad Británica no llegaron a Java para aceptar la rendición japonesa hasta fines de septiembre de 1945. Las tareas inmediatas de Lord Mountbatten incluían la repatriación de unos 300.000 japoneses y la liberación de prisioneros de guerra. No quería ni tenía los recursos para comprometer a sus tropas en una larga lucha para recuperar Indonesia para los Países Bajos. Las primeras tropas británicas llegaron a Yakarta a fines de septiembre de 1945 y arribaron a las ciudades de Medan (Sumatra Septentrional), Padang (Sumatra Occidental), Palembang (Sumatra Meridional), Semarang (Java Central) y Surabaya (Java Oriental) en octubre. En un intento por evitar enfrentamientos con los indonesios, el comandante británico Teniente General Sir Philip Christison, desvió a soldados del antiguo ejército colonial neerlandés al este de Indonesia donde la reocupación neerlandesa estaba procediendo sin tropiezos. Las tensiones aumentaron cuando las tropas aliadas ingresaron a Java y Sumatra, donde estallaron enfrentamientos entre los republicanos y quienes percibían como sus enemigos, es decir, las tropas coloniales neerlandesas, chinos, indoeuropeos y japoneses.
Las primeras etapas del conflicto empezaron en octubre de 1945 cuando, de acuerdo a los términos de su rendición, los japoneses intentaron restablecer la autoridad que habían otorgado a los indonesios en los pueblos y ciudades. La policía militar japonesa mató a los pemuda republicanos en Pekalongan (Java Central) el 3 de octubre y las tropas japoneses expulsaron a los pemuda republicanos fuera de Bandung en  Java Barat y entregaron la ciudad a los británicos; pero la lucha más dura para los japoneses tuvo lugar en Semarang. El 14 de octubre, las tropas británicas empezaron a ocupar la ciudad. Las fuerzas republicanas en retirada tomaron represalias y mataron entre 130 y 300 prisioneros japoneses que habían custodiado. 500 japoneses y 2.000 indonesios perdieron la vida y los japoneses casi habían capturado la ciudad seis días después, cuando llegaron las tropas británicas.
Posteriormente, los británicos decidieron evacuar a los 10 000 indoeuropeos y europeos al interior de la volátil región de Java Central. Los destacamentos británicos enviados a los pueblos de Ambarawa y Magelang encontraron fuerte resistencia republicanos y usaron ataques aéreos contras los indonesios. Sukarno acordó un cese al fuego el 2 de noviembre, pero para fines del mismo mes la lucha había sido retomado y los británicos se retiraron a la costa. Los ataques republicanos contra los aliados y los civiles presuntamente pro-neerlandeses llegaron a su pico en noviembre y diciembre, con 1.200 muertos en Bandung cuando la permuda regresó a la ofensiva. En marzo de 1946, las republicanos respondieron al ultimátum británico de abandonar la ciudad de Bandung quemando deliberadamente la mayor parte de la mitad sur de la ciudad, en lo que es popularmente conocido en Indonesia como el "Mar de fuego de Bandung". Las últimas tropas británicas abandonaron indonesia en noviembre de 1946, pero para este momento 55.000 tropas neerlandesas habían llegado a Java.
Países Bajos actuó contra la independencia de Indonesia y durante este periodo utilizó una violencia excesiva para impedir la misma. Los soldados neerlandeses recurrieron a la tortura durante los interrogatorios, así como a encierros o ejecuciones sin juicio previo, según el informe oficial realizado.

## Consecuencias

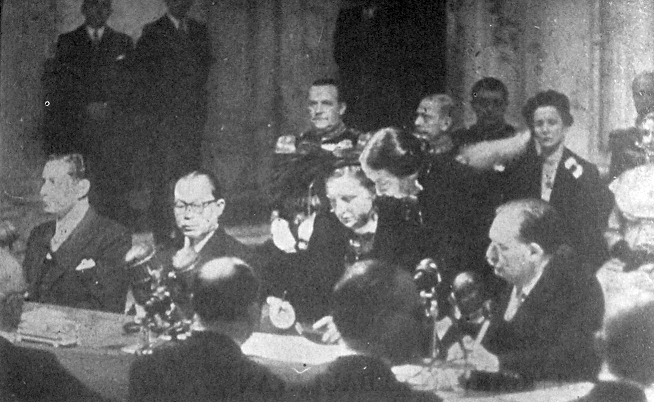
El vicepresidente de Indonesia Hatta y la reina Juliana I en la ceremonia de firma en La Haya, en la cual los Países Bajos reconocieron la soberanía indonesia.

Si bien no existe un registro preciso sobre cuántos indonesios fallecieron, murieron en mayor cantidad que sus enemigos y muchos de ellos fallecieron a manos de otros indonesios. Los estimados de las bajas indonesias en lucha fluctúan entre las 45.000 y 100.000, mientras que las muertes de civiles excedieron las 25.000, aunque algunos cálculos sitúan la cifra en más de 100.000. Un total de 980 soldados británicos fueron asesinados o se dieron por desaparecidos en Sumatra en 1945 y en 1946, la mayoría de ellos eran indios. Más de 5.000 soldados neerlandeses perdieron la vida en Indonesia entre 1945 y 1949. Muchos más japoneses murieron; solo en Bandung, fallecieron 1.057, la mitad de los cuales murió en el campo de batalla y el resto fue asesinado por trampas colocadas por los indonesios. Cientos de miles de euroasiáticos y chinos fueron asesinados o perdieron sus hogares, a pesar del hecho de que muchos chinos apoyaron la Revolución, 7 millones de personas fueron desplazadas en Java y Sumatra.
La Revolución tuvo efectos directos en las condiciones económicas; la escasez fue común, en particular, de comida, vestimenta y combustible. En efecto, existían dos economías (la neerlandesa y la republicana) y ambas debieron reconstruirse simultáneamente después de la Segunda Guerra Mundial y sobrevivir las perturbaciones ocasionadas por la Revolución. La república tuvo que cubrir todas las necesidades vitales, que iban desde sellos, insignias del ejército y billetes de tren, mientras era objeto de los bloqueos comerciales neerlandeses. Las diferentes monedas en competencia crearon confusión y brotes inflacionarios; se utilizaron monedas japonesas, neerlandesa y republicana, a menudo, al mismo tiempo.
La independencia de Indonesia fue asegurada por medio de una mezcla de diplomacia y fuerza. A pesar de su falta de disciplina que aumentaba la posibilidad de anomia, sin la permuda confrontando a las fuerzas coloniales indonesias y extranjeras, los esfuerzos diplomáticos republicanos habrían sido inútiles. La Revolución fue un punto de inflexión en la historia moderna de Indonesia y ha proporcionado el punto de referencia y validación para las principales tendencias políticas del país que continúan vigentes hasta el día de hoy. Otorgó un nuevo impulso al comunismo en el país, al nacionalismo militante, a la "democracia guiada" de Sukarno, al islam político, a los orígenes del ejército indonesio y su rol político, los arreglos constitucionales del país y el centralismo del poder.
La Revolución destruyó una administración colonial gobernada desde el otro lado del mundo y desmanteló con ello al poder de los rajás, por muchos visto como obsoleto y sin poder alguno. Asimismo, relajó las rígidas categorizaciones raciales y sociales de la Indonesia colonial. Se crearon enormes energías y aspiraciones entre los indonesios, lo que generó una nueva oleada creativa en la literatura y el arte, así como una gran demanda por educación y modernización; sin embargo, no mejoró de manera significativa el destino político y económico de la mayoría campesina afectada por la pobreza y solo unos pocos indonesios fueron capaces de obtener un papel más importante en el comercio y las esperanzas democráticas desaparecieron en una década.

## En la Cultura Popular
La película "The East" (2020) del director Jim Taihuttu retrata la visión de un soldado holandés que es enviado a Indonesia a sofocar las guerrillas independentistas.